# Tiberius Julius Cotys II
Tiberius Julius Cotys II, död 131, var regerande kung av Bosporanska riket mellan 123 och 131 e. Kr.